# キム・キボム
キボム (1987年8月21日 - ) は韓国の俳優。男性アイドルグループ、SUPER JUNIORの元メンバーである。現在は俳優活動に専念。身長177cm、体重59kg。A型。ニックネームはキボミ。

## 来歴・人物
- 2002年、ロサンゼルスにいた頃、SM関係者に勧められSMアメリカ地域ベスト選抜大会に出場。イケメン部門にてオーディション合格。その後帰国し練習生となる。ソウルで暮らしていたが、家族に会うために定期的にロサンゼルスへも行っていた。アメリカのカリフォルニア州ロサンゼルスで5年間暮らし、サンタモニカ高校を卒業している。
- 趣味は、ボクシング、読書[1]。特技は英語。
- キリスト教徒[1]。
- IQは138[2]。
- 歌手のアユミとスポーツブランド「SPRIS」の広告をしていたこともある。
- 2004年、KBSドラマ『4月のキス』で子役デビュー。モデルをしたりいくつかの広告にも出ていた。
- 2005年、SUPER JUNIORのメンバーとしてデビュー。デビューアルバムのジャケットではセンターを務める。
- 2009年、第3集『SORRY, SORRY』以降は俳優活動に専念するため、SUPER JUNIORとしての活動を休止すると発表。第3集にはMVやジャケット撮影のみ参加し、音楽番組などでの放送活動には参加しなかった。以後は俳優を主として活動し、様々なドラマ、CM等に出演。SUPER JUNIORとしては長らく活動休止中扱いであった。
- 2015年8月、SMエンタテインメイントとの契約満了により退社した。

### SUPER JUNIORとキボム
2015年7月15日に放送されたMBC『ラジオスター』の中で、キボムについてメンバーは「キボムは俳優活動に専念している。まだSUPER JUNIORのメンバーであり、戻ってくるならいつでも歓迎する。」と発言していた。しかし2015年8月19日、自身のインスタグラムを開設しその翌日、「2015 august 18th.
Finished with S.M. ent. Lets begin my new life...!! 그동안 함께했던 SM 감사합니다.(※訳：その間共にしたSMありがとうございます。)」というメッセージを投稿。8月18日にSMエンタテインメントとの契約が終了したことを明らかにした。
。SMエンタテインメントの関係者も“キム・キボムと契約が満了したのは正しい”、“今後、キム・キボムに多くの応援お願いする”と立場を明らかにした。 報道後まもなく、リョウクは自身のツイッターで「キボムいつも応援する!! 良いところでさらに幸せになるのを心から祈ってる～私たちが一緒にしたSUPER JUNIORも良い記憶で永く残せる」とメッセージを送った。

## 活動

### ドラマ
- 4月のキス (2004年、KBS) ハン・ジョンウの子供時代役
- シャープ2 (2005年、KBS) チュ・ヨミョン役
- 百万長者と結婚する方法 (2006年、SBS) キム・ヨンフン役
- レインボーロマンス (2006年、MBC) キム・キボム役
- 雪の花 (2006年、SBS) ハ・ヨンチャン役※東方神起のチャンミンが出演する予定だったが多忙のため、キボムが出演することになった。
- チュンジャさんちはお祝いね（2008年、MBC）
- 根の深い木 (2011年、SBS) 朴彭年(パク・ペンニョン)役
- I LOVE イ・テリ (2012年、tvN) クム・ウンドン役
- 天龍八部 (2013年、中国HBS) 段誉役

### 映画
- 『注文津』(2010年1月21日公開）

- オペレーション・クロマイト(2016年公開) （原題：인천상륙작전 / Operation Chromite） クァクテドク(곽태독)役

### CM
- エリート学生服（2004年）
- KTF（2005年）
- ヒュンダイ自動車「ソナタ」（2005年）
- マイチュウ（2005年）
- SKC&C 「PMP」（2005年）
- オットギ（2006年）

### MV
- 天上智喜The Grace 「My Everything」（2006年）

### 広報大使
- 大韓赤十字献血広報大使 (2008年6月)[1]
- 江陵市広報大使 (2009年11月)[1]